# 圣埃夫鲁德蒙福尔
圣埃夫鲁德蒙福尔（法語：Saint-Evroult-de-Montfort，法語發音：[sɛ̃.t‿evʁu də mɔ̃fɔʁ]）是法国奥恩省的一个市镇，位于该省北部偏东，属于阿让唐区。

## 地理
圣埃夫鲁德蒙福尔（48°48'30"N, 0°18'35"E）面积22.36 平方千米，位于法国诺曼底大区奧恩省，该省份为法国西北部内陆省份，北起顺时针与卡爾瓦多斯省、厄尔省、厄尔-卢瓦省、萨尔特省、马耶讷省和芒什省接壤。
与圣埃夫鲁德蒙福尔接壤的市镇（或旧市镇、城区）包括：肖蒙、锡赛-圣欧班、加塞、马尔迪伊、梅尼勒于贝尔-昂内姆、雷桑略、勒萨普安德烈、拉特里尼泰德莱捷。

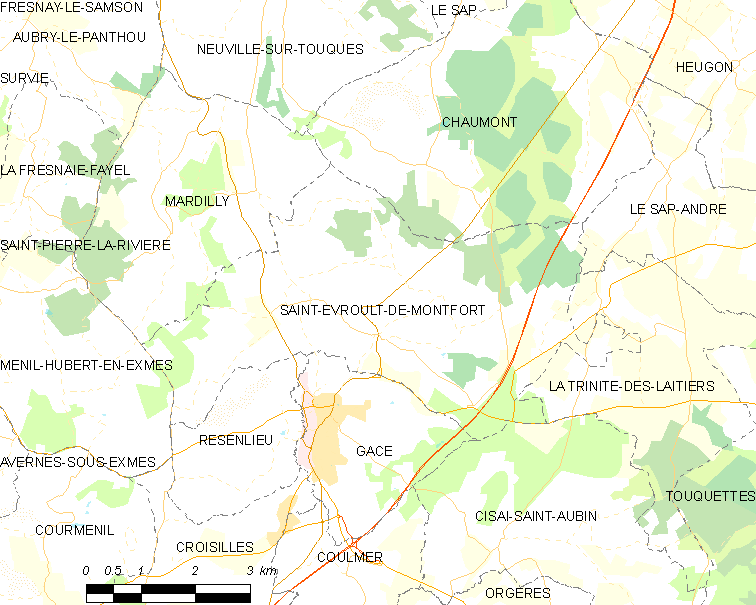
圣埃夫鲁德蒙福尔的OSM定位图

圣埃夫鲁德蒙福尔的时区为UTC+01:00、UTC+02:00（夏令时）。

## 行政
圣埃夫鲁德蒙福尔的邮政编码为61230，INSEE市镇编码为61385。

## 政治
圣埃夫鲁德蒙福尔所属的省级选区为维穆捷县。

## 人口

1962-2008年间圣埃夫鲁德蒙福尔人口变化图示

圣埃夫鲁德蒙福尔于2022年1月1日时的人口数量为359人。